# Сабе
Сабе (груз. საბე) — село в Грузии, на территории Харагаульского муниципалитета края (мхаре) Имеретия.

## География
Село находится в западной части Грузии, на правом берегу реки Карнеби (правый приток Чхеримелы), на расстоянии 13 километров к северо-востоку от посёлка городского типа Харагаули, административного центра муниципалитета. Абсолютная высота — 479 метров над уровнем моря.

## Население
По результатам официальной переписи населения 2014 года, в Сабе проживало 122 человека (72 мужчины и 50 женщин). В национальной структуре населения грузины составляли 100 %.
| Год  | Население, человек |
| ---- | ------------------ |
| 2002 | 166                |
| 2014 | ↘ 122              |